# Pittenweem
Pittenweem est un village situé dans le Fife, en Écosse. En 2020 la population de Pittenweem est estimée à 1 450 habitants.